# Roger Guindon
Pour les articles homonymes, voir Guindon.
Roger Guindon est un prêtre québécois né le 26 septembre 1920 à Ville-Marie, au Témiscamingue et mort le 17 novembre 2012 dans la ville de Richelieu.

## Biographie
Il est ordonné prêtre en 1946 et obtient son doctorat en théologie à Fribourg, Suisse en 1954. Il est recteur de l'Université d'Ottawa de 1964 à 1984.
Roger Guindon meurt le 17 novembre 2012 à Richelieu au Québec, à l'âge de 92 ans.

## Honneurs
- 1971 - Ordre de Mérite de la culture française au Canada
- 1973 - Compagnon de l'Ordre du Canada
- 1979 - Membre de la Compagnie des Cent-associés francophones
- 1984 - Commandeur de l'ordre de la Pléiade
- 1987 - Membre de l'Ordre de l'Ontario
- 1989 - Membre de l'Association des juristes d'expression française de l'Ontario
- 1992 - Trophée Meritas-Tabaret
- 1995 - Prix Richelieu Ottawa
- 1996 - Ordre du Mérite des caisses populaires de l'Ontario (1996)
- 1996 - Officier de l'Ordre national du Québec

- Doctorat honorifique, Université Trent (Peterborough)
- Doctorat honorifique, Université Laurentienne (Sudbury)
- Doctorat honorifique, University of Western Ontario (London)
- Doctorat honorifique, Collège militaire royal du Canada (Kingston)
- Doctorat honorifique, Université de Montréal
- Doctorat honorifique, Glendon College (Université York, Toronto)
- Doctorat honorifique, Université Carleton (Ottawa)
- Doctorat honorifique, Université Laval
- Doctorat honorifique, Université d'Ottawa
- Fellow, Ryerson Polytechnical Institute
- Fellow, Institut des études pédagogiques de l'Ontario, Toronto